# Антоначчи, Бьяджо
Бьяджо Антоначчи (итал. Biagio Antonacci) (родился 9 ноября 1963) — итальянский певец, автор песен. Успел завоевать множество музыкальных премий (Сан-Ремо, Фестивальбар).

## Биография

### Молодость и становление
Biagio Antonacci родился в Милане 9 ноября 1963, жил в Роццано, в 10 км к югу от Милана. Отец уроженец Руво-ди-Пулья, что в 33 км к западу от Бари, мать — из Милана. В юном возрасте, Biagio играет на ударных в провинциальных группах, и учится на геодезиста. В 1988 году, принимает участие в 38 сезоне Фестиваля Сан-Ремо с песней "Voglio vivere in un attimo" ("Хочу жить в одном мгновении") (сочинение Рона), но в финал не проходит.
В 1989 году Biagio Antonacci получает свой первый контракт с фирмой звукозаписи, и публикует первый альбом "Sono cose che capitano" ("Есть вещи которые происходят").
Двумя годами позже он выпускает второй альбом Adagio Biagio (название было навеяно одной иронической песней двадцатых годов). Начинается некоторое успешное продвижение: альбом продвигают на радио, благодаря нескольким весьма удачным песням, "Danza sul mio petto" ("Танец на моей груди") и "Però ti amo" (Однако, я тебя люблю).
Знаменитым Бьяджо делает песня «Pazzo di lei» ("Без ума от нее"). Певец в интервью перед релизом композиции поделился отрывком из песни, что вызвало множество вопросов со стороны. Некоторые поклонники певца сошлись во мнении, что песня «Без ума от нее» посвящена Марианне Моранди, однако позже соавтор песни рассказывая о создании трека, подчеркнул  что песня была "немного отредактирована" и что певец написал её в молодости.   По его словам, Бьяджо не открыл ему подробностей, но вероятней всего в том время его девушкой была актриса Розалинда Челентано. Сам певец признался в 2010 году, что был влюблён в дочь Челентано, когда ей было 18 лет. Но отношения вскоре закончились, и тогда он посвятил ей другую песню.
```
Тем временем Бьяджо имеет романтические отношения с Марианной Моранди, дочерью 
Джанни Моранди
, с которой они имеют двоих детей.
```

Однако чуть позже Марианна и Бьяджо Антоначчи объявили о расставании, пообещав поклонникам стать хорошими друзьями.
Спустя почти десять лет после развода, Бьяджо встречает журналистику из Милана, Паола Кардинале.
Сейчас пара живет вместе в пригороде Милана.

### Успех
Несмотря на интерес, вызванный первыми двумя альбомами, Антоначчи не удается по-настоящему продвинуться, и он понимает, что если и третий диск не оправдает надежд звукозаписывающих студий, его карьера может подвергнуться серьезной опасности. В эти первые годы, он активно выступает в качестве автора песен и сотрудничает с такими артистами как: Stadio, Сирия, Анджела Баральди, Флавия Фортунато и Аннализа Минетти.
В 1992, после того как он пишет для Mietta (Brivido di Vita, Lasciamoci Respirare) и для Mia Martini (Il Fiume dei Profumi), Антоначчи издает сингл и соответствующий альбом «Liberatemi», с которым путешествует по Италии, принимая участие в Фестивальбаре и с которым наконец получает долгожданный успех. Диск Liberatemi, спродюсированный Мауро Малавази, продается в 150.000 копиях и способствует успеху Бьяджо Антоначчи в мире итальянской музыки. Несмотря на занятость, ему удается находить время для другой своей страсти — футболу, и он становится игроком итальянской сборной певцов.
В одной из таких встреч, он знакомится с Пиерино Джельмини и начинает сотрудничать в его проекте реабилитации маргинальной молодежи, выдвигая при этом различные инициативы.
В 1993 году, он второй раз принимает участие в Фестивале Санремо с Non so più a chi credere (Не знаю больше, кому верить) и занимает восьмое место в категории Big. В том же году, он организовывает тур по всей Италии, встречая теплый прием у публики. Выпускает титулованную названием санремовськой песни сборник, в который включает позднюю неопубликованную Se ti vedesse mamma. В том же году, Мина записывает Mille motivi (Тысяча мотивов), написанную для неё Бьяджо Антоначчи.

### Карьерное утверждение
Четвёртого альбома пришлось ждать год. В следующем 1994, выходит диск "Biagio Antonacci", который подтверждает успех артиста. Его синглы — "Non è mai stato subito и Se io, Se lei". Диск богатый потенциальными хитами, и уже летом следующего 1995 выпускается другая песня, слегка аранжированная под регги, "Lavorerò". В версии «album edit», появляется также его подруга Марианна, исполняя одну строфу в рэпе. Альбом продается более чем в 300.000 копиях.
В удачной работе, "Il mucchio", выпущенной в 1996, Бьяджо Антоначчи выступает не только как автор и исполнитель, но и как продюсер, вместе с Фабио Коппини. Среди тринадцати песен диска записываются «Happy family» написанная вместе с Лукой Карбоне и Se è vero che ci sei ("Правда ли, что ты есть"), где Антоначчи сотрудничает с Mel Gaynor, ударником «Simple Minds». Указанные песни были также записаны на английском и французском языках в дуэте с певицей и манекенщицей Viktor Lazlo.
Шестой альбом, Mi fai stare bene (С тобой мне хорошо), спродюсированный Антоначчи с песнями Quanto tempo e ancora и Iris (tra le tue poesie) получают невероятный успех. Диск был продан в более чем 700.000 копиях и оставался в хит-параде в течение двух лет. Тур, который шёл следом, получает такой же успех, до Фестивальбара 1999 где, где Бьяджо выигрывает Premio Tour.
В 2000 году, между турне и игрой в Национальной сборной певцов, Антоначчи продюсирует Come una goccia d’acqua — диск певицы Syria, на котором присутствовали три его песни, среди которых Fantasticamenteamore, которая исполнялась на Фестивале Санремо. В том же году, выходит "Tra le mie canzoni", сборник удачных песен и DVD "Live in Palermo", записанный во время концерта 10 июля 1999 года. Также Бьяджо Антоначчи подтверждает своё авторское дарование, сочиняя для Лауры Паузини песню "Tra te e il mare" которая заслуживает одобрение критики и издается в Италии и заграницей.
В 2001 году публикуется альбом "9 novembre 2001", альбом, рассказывает о мечте, о состояниях души, о любви, о чувствах и обо всем, что сегодня запущено, вытеснено, забыто. Диск продается в 400.000 копиях и получает Премию Лунециа как музыкально-литературная ценность.
В 2003 году для испанского и латиноамериканского рынка публикуется "Quanto tempo e ancora", содержащий 13 треков.
В июне 2003 года Антоначчи, приглашается на концерт Клаудио Бальони, проходившем во Флоренции.
Продолжает сотрудничество с Лауры Паузини, для альбома которой Resta in ascolto написал песню "Vivimi".

### Convivendo
В 2004 году Бьяджо Антоначчи начинает реализовывать проект Convivendo, выходом первой его части, следующие друг выходят в 2005. Новый эксперимент на итальянском музыкальном рынке, который сталкивается с выходом двух мини альбомов, которые появляются в разное время, вместо классического двойного диска.
Convivendo — Parte I, что вышел 19 марта 2004, продается более 500.000 копиях и присутствует в хит-парадах в течение 88 недель. Хитами становятся такие песни как: как Non ci facciamo compagnia, Convivendo и Mio padre è un re. На Фестивальбаре 2004, он выигрывает Premio Album.
В феврале следующего года выходит Convivendo — Parte II. Хиты из него — Sappi amore mio, Pazzo di lei и Immagina.
2 июля 2005 на римском ипподроме Circus Maximus проходит один из концертов Live 8. Бьяджо принимает в нём участие и поет Immagina, Liberatemi, Se io se lei и Non ci facciamo compagnia. 31 августа 2005, на World Music Awards выигрывает премию Best-Selling Italian Male Artist (Самый продаваемый в Италии артист).
В середине сентября Антоначчи принимает участие в фестивале легкой музыки O 'Scià, обычно устраиваемый Клаудио Бальони на острове Лампедуза. 4 ноября 2005 выходит DVD ConVivo, записанный во время концерта на Forum di Assago. 9 января 2006 Convivendo — Parte II стал лучшим диском, который продавался в 2005 в Италии.
23 июня 2006 выходит третий альбом Тицциано Ферро Nessuno è solo, который содержит в себе дуэт с Бьяджо Антоначчи с песней Baciano le donne.
В 2006 году в издании Telegatti, Бьяджо Антоначчи признается единственным артистом во всех трех музыкальных категориях: Лучший Диск, Лучший певец и лучшее Турне. Ему присуждается Лучший Диск.

### Vicky Love
В марте 2007, через два года после "Convivendo", выходит альбом "Vicky Love", из которого выбирают для хит-парадов следующие три сингла: "Lascia Stare", "Sognami" и "L’impossibile".
30 июня 2007 Антоначчи выступает на стадионе «Сан-Сиро» перед 60.000 поклонников, мега-концерт предшествует туру, который проходит в ноябре.
7 сентября 2007 Vicky Love выигрывает Premio Album на Фестивальбаре 2007.
15 сентября 2007, на миланском «MTV Day», который проходил на главной площади города Piazza del Duomo, исполняет Sognami, L’Impossibile, Lascia Stare, Liberatemi и Convivendo.
С 9 ноября 2007 в 19 апреля 2008 продолжается турне, которое открывается в Тревильо (Провинция Бергамо) и закрывается в римском дворце спорта.

### Inaspettata
Его очередной альбом "Inaspettata" вышел 13 апреля 2010. Хитами в диске стали "Se fosse per sempre", "Inaspettata", "Chiedimi scusa", "Buongiorno bell’anima и Ubbidirò".

## Дискография

### Альбомы
- 1989 — Sono cose che capitano
- 1991 — Adagio Biagio
- 1992 — Liberatemi
- 1993 — Non so più a chi credere
- 1994 — Biagio Antonacci
- 1996 — Il mucchio
- 1998 — Mi fai stare bene
- 2000 — Tra le mie canzoni
- 2001 — 9 novembre 2001
- 2004 — Convivendo - Parte I
- 2005 — Convivendo - Parte II
- 2007 — Vicky Love
- 2008 — Il cielo ha una porta sola
- 2010 — Inaspettata
- 2012 — Sapessi dire no
- 2014 — L'amore comporta

### Особое издание
- 1996 — Antes de todo (для Испании)
- 1998 — Biagio 1988-1998
- 1999 — Iris (для Испании)
- 1999 — Mi fai stare bene LE
- 2003 — Cuanto tiempo...y ahora (для Испании и Латинской Америки)
- 2005 — Convivendo (первая и вторая часть + dvd)
- 2007 — Vicky Love + SanSiro 07 DVD (CD+DVD Special Edition)

## Автор
- Мьетта:
  - «Brivido di vita», 1991
  - «Lasciamoci respirare», 1992
- Миа Мартини:
  - «Il fiume dei profumi», 1992
- Мина:
  - «Mille motivi», 1993
- Мильва:
  - «Sono felice», 1990 (соавтор Ron)
- Лаура Паузини:
  - «Tra te e il mare», 2000
  - «Vivimi», 2004
- Рафаэлла Карра:
  - «Parole maldette», 1990
- Flavia Fortunato:
  - «Se l’amore fosse», 1991
- Stadio:
  - «Per lei», 1989
- Angela Baraldi:
  - «Confusa», 1990
- Annalisa Minetti:
  - «Si incomincia dalla sera», 1999
- Syria[итал.]:
  - «Se t’amo o no», 2000
  - «Fantasticamenteamore», 2001
- Loredana Errore:
  - «Ragazza occhi cielo», 2010
  - «L’ho visto prima io», 2010
  - «Il muro», 2011
  - «Cattiva», 2011
  - «Che bel sogno che ho fatto», 2011